# ジャン＝ポール・ゴルチエ
ジャン＝ポール・ゴルティエ（Jean-Paul GAULTIER, 1952年4月24日 - ）は、フランス・オー＝ド＝セーヌ県バニュー生まれのファッションデザイナーであり、また彼の持つファッションブランドである。フランス語の読みでは"ゴルチェ"は"ゴチェ"となる。

## 概要
祖母がお針子で洋裁の基本を幼時から遊び乍ら身に付け、デザイナーになるための教育は受けなかったという。その代わり、自分のスケッチをスタイリストなどに送り、認められてピエール・カルダンのアシスタントになった。1976年に初めて自分のレディース・コレクションJean-Paul GAULTIERを発表。1977年3月パリの「バスストップ」（オンワード樫山経営）の専属デザイナーに応募し、女性店長の強い推薦で馬場彰社長が採用を決めた。1978年にオンワード樫山とスティリスト契約を結び独立。1981年からオンワード樫山とライセンス契約をした。1980年代には下着ルックやボンデージ・ファッションなどを発表して話題になった。1984年春夏からメンズ・コレクションを発表。1997年春夏コレクションからオートクチュール・コレクションGAULTIER PARISも発表している。
2004年秋冬からエルメスのレディース・プレタポルテのデザイナーも兼任している。
映画の衣装もしばしば手がけている。
- 「フィフス・エレメント」（リュック・ベッソン）、
- 「コックと泥棒、その妻と愛人」（ピーター・グリーナウェイ）、
- 「キカ」（ペドロ・アルモドバル）
- 「ロスト・チルドレン」（ジャン＝ピエール・ジュネ）

などは彼が衣装を手掛けた作品である。
マドンナの「Blond Ambition Tour」などで舞台衣装も製作したことがある。また、クリス・カニンガムが手掛けたプロモーション・ビデオ「フローズン」でもマドンナは彼のドレスを着ている。
日本のアーティストにもファンが多く、80年代に活躍したBOØWYが樫山とのタイアップで衣装を着用したり、1989年には、THE ALFEEのライブとゴルティエのファッションショーが融合したイベントツアー「THE ALFEE with Jean-Paul GAULTIERツアー」を催した。このツアーでは、ALFEEのメンバーの衣装をJean-Paul GAULTIERで統一。前半と後半の間では15分間のファッションショーが催された。
宝塚歌劇花組公演「SPEAKEASY〜風の街の悪党たち」（1998年上演）や星組公演「プラハの春」（2002年上演）の衣装も手がけたことでも知られている。
2020年1月22日にパリで行われた2020年春夏オートクチュールコレクションを最後に引退を表明した。

## 主なブランド名
- Jean Paul GAULTIER : レディース・プレタポルテ部門
- GAULTIER2（ゴルチエ・トゥー・ザ・パワー・オブ・トゥー） : メンズ・プレタポルテ部門（2006年秋冬よりスタート。2008年春夏からはメンズサイズ・レディースサイズと分けられた上で展開）
- GAULTIER PARIS : レディース・オートクチュール部門

- HERMES : レディース・プレタポルテ

## 映画
| 公開年 | 原題                | 役名                     | 備考 |
| ------ | ------------------- | ------------------------ | ---- |
| 2001   | Absolument fabuleux | ジャン＝ポール・ゴルチエ |      |